# CSD Rangers de Talca
CSD Rangers de Talca, bekend onder kortweg Rangers is een Chileense voetbalclub uit Talca. De club werd in 1902 opgericht en speelde meer dan veertig jaar in de hoogste afdeling, maar kon nog nooit een prijs winnen.

## Erelijst
- Copa Chile

Finalist: 1996
- Primera B

1988, 1993, 1997